# Foncebadón
Foncebadón è un villaggio spagnolo semi-abbandonato, appartenente al comune di Santa Colomba de Somoza, nella provincia di León (comunità autonoma di Castiglia e León).

## Storia
Situato lungo il Cammino di Santiago, uno dei più celebri percorsi penitenziali della cristianità, il villaggio godette di particolare prosperità durante il Medioevo, offrendo rifugio e ospitalità ai pellegrini che vi transitavano diretti a Santiago de Compostela. Secondo la tradizione locale, al villaggio sarebbe stata concessa l'esenzione fiscale in cambio dell'affissione nel terreno di 800 pali per delimitare il sentiero.
Nel X secolo vi si tenne un importante concilio religioso convocato da Ramiro II di León, e nel secolo successivo l'eremita Guacelmo vi fondò un ospedale, una chiesa, e ricoveri per i viandanti.
A partire dal Cinquecento, tuttavia, eventi come la Riforma protestante e poi le guerre napoleoniche di inizio Ottocento, insieme alla costruzione di nuove strade e ferrovie, portarono a un calo del numero di pellegrini che attraversavano il villaggio. 
Il paese cominciò infine ad essere abbandonato verso gli anni 60 e 70 del Novecento, soprattutto a causa delle difficoltà economiche in cui versava tutta la zona in quel periodo. Gran parte della popolazione emigrò a Madrid o in altre città della Spagna in cerca di lavoro e di impieghi diversi dalle uniche fonti di sostentamento offerte da Foncebadón e dintorni, che consistevano nell'agricoltura, nell'allevamento o nell'estrazione mineraria.
In pochi anni la demografia della popolazione si ridusse drasticamente da un centinaio di abitanti a sole due persone, una madre e un figlio, che vivevano tra le rovine dell'insediamento un tempo fiorente.
A causa del massiccio abbandono che subì il paese, come molti altri centri della regione Foncebadón fu vittima di saccheggi, che nella maggior parte dei casi danneggiarono gravemente le case e gli edifici; questi, nel giro di pochissimi anni, finirono per crollare su se stessi, come accadde ad esempio alla parrocchia o alla scuola.
Negli ultimi anni, tuttavia, il rilancio del Cammino di Santiago ha iniziato ad attrarre migliaia di pellegrini moderni, e il nuovo afflusso di viaggiatori ha spinto alcuni imprenditori ed ex abitanti di Foncebadón (o i loro discendenti più prossimi) a tornare, per acquistare e ristrutturare gli edifici più emblematici, come la chiesa e l'ostello, e riaprirvi servizi turistici.

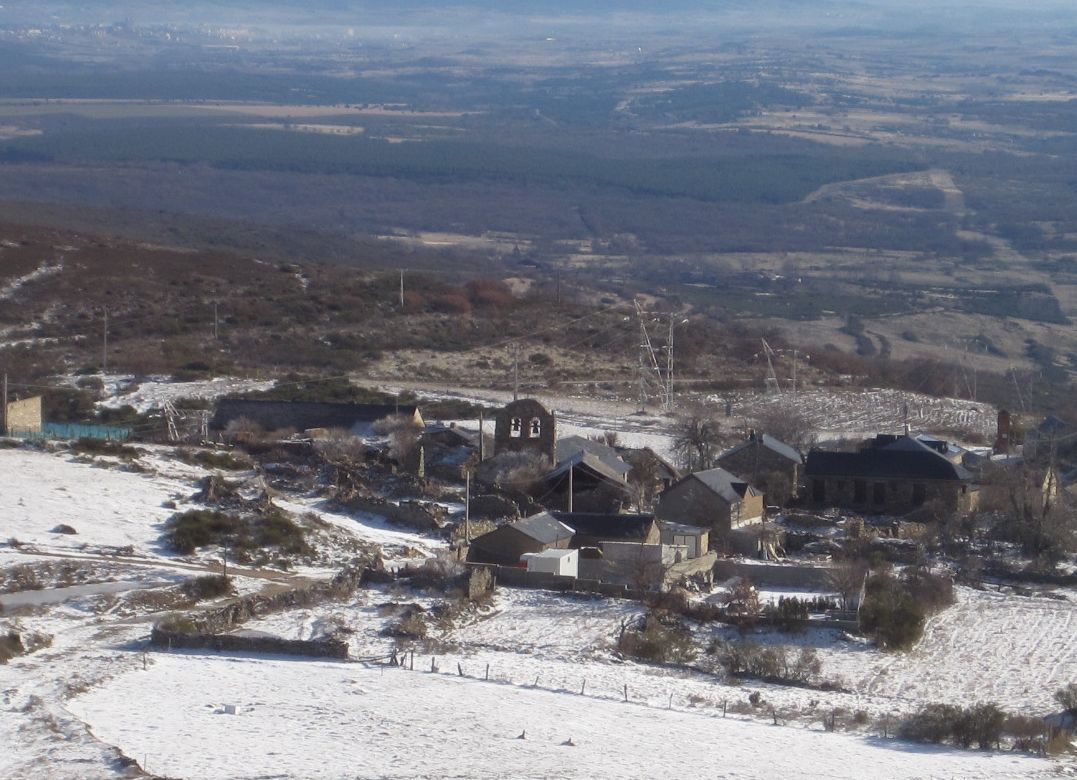
Veduta invernale della cittadina, dall'omonimo passo di montagna denominato Puerto de Foncebadón.

## Cultura e luoghi di interesse
È situato vicino alla Cruz de Hierro (Croce di Ferro), uno dei monumenti più celebri del Cammino di Santiago, situato nel punto più alto del percorso francese di questo, un'altura dei Montes de León denominata Porto di Foncebadón che offre una vista panoramica sull'omonimo villaggio; si tratta di un ripido valico di montagna che costituisce un passaggio obbligato per i pellegrini del Cammino.
Verso Nord, poco distante da Foncebadón, si trova la cascata de la Fervencia.
Foncebadón è menzionato nel romanzo di Paulo Coelho Il Cammino di Santiago.